# N664 (België)
De N664 is een gewestweg in de Belgische provincie Luik. De weg verbindt de N68 bij Stavelot met de N62/N68 bij Malmedy. De route heeft een lengte van ongeveer 3 kilometer.

## Plaatsen langs de N664
- Stavelot
- Wavreumont
- Malmedy